# Mot sur le bout de la langue
Avoir un mot sur le bout de la langue désigne l'impossibilité à retrouver un mot en mémoire, associée à un souvenir partiel et le sentiment que la récupération du mot est imminente.
Le phénomène concerne principalement les noms, adjectifs et verbes, les mots fonctionnels (déterminants, pronoms) n'étant pas concernés.
Les personnes ayant un mot sur le bout de langue peuvent se souvenir de certaines caractéristiques du mot recherché, comme sa première lettre ou phonème, son nombre de syllabes, ou d'autres mots ayant des sens ou des sons similaires.  Un sentiment de frustration accompagne souvent la recherche du mot, suivie par une sensation de soulagement lorsqu'il est retrouvé.

## Causes
Ce phénomène apparaît lorsque les informations sémantiques (provenant du réseau conceptuel) et syntaxiques (provenant du réseau lexical) concernant le mot ont bien été récupérées dans le cerveau, mais que le lien entre les deux ne parvient pas à se faire : l'information phonologique de mot n'est donc pas complètement accessible.
La faiblesse de certaines connexions peut être expliquée par la rareté d'utilisation du mot par le sujet, ou son manque d'utilisation récente. Les mots peu utilisés ne faisant plus partie du vocabulaire actif, les connexions entre réseaux lexical et syntaxique s'estompent.

## Histoire
Ce phénomène a été d'abord été décrit par le psychologue William James en 1880.
La première étude scientifique le concernant a été réalisée par Roger Brown et David NcNeill (en) en 1966, publiée dans le Journal of Verbal Learning and Verbal Behavior, qui a démontré l'authenticité de cet état en psychologie.
Dans cette étude, Brown et McNeill ont lu aux participants des définitions de mots rares, qui ont dû en chercher la définition, et indiquer s'ils ressentaient une sensation de mot sur le bout de la langue. Si celle-ci avait lieu, les chercheurs ont demandé aux sujets de dire toutes les informations possibles concernant le mot recherché. Ils ont constaté que les sujets pouvaient identifier
- la première lettre du mot,
- son nombre de syllabes,
- d'autres mots à la prononciation ou signification similaires,
- son accent tonique,
- deviner plus facilement la position de certaines lettres à l'intérieur du mot.

## Universalité
Le phénomène semble être universel et apparaître chez les personnes de tous genres, cultures et âges, mais s'amplifierait avec le vieillissement et lorsque l'individu parle plus d'une langue (individu bilingue par rapport à monolingue),.
De nombreux langages possèdent une expression dédiée à cet état, la plupart faisant référence à la langue : « sur le bout de la langue » en anglais (tip of the tongue), italien, afrikaans, ou estonien, « sur le devant de la langue » en irlandais, « sur le dessus de la langue » en gaélique, « perdu sur la langue » en cheyenne, « pétillant sur le fond de la langue » en coréen.
Le phénomène a également été constaté chez les personnes utilisant le langage des signes, sans qu'une expression spéciale y soit utilisée.